# Володин, Григорий Симонович
Григорий Симонович Володин (6.8.1919, г. Петровск Саратовской губернии — 19.3.1981, Уфа) — советский хозяйственный деятель. Первый заместитель начальника Главного управления по строительству Башкирской АССР в 1971—1979 годах. Лауреат премии Совета Министров СССР (1972).

## Образование
Окончил МИНХ и ГП им. И. М. Губкина (1961).

## Основные вехи трудовой биографии
В 1935—39 работал на Бакинских нефтепромыслах.
С 1939 в тресте «Ишимбайнефть» — старший инженер, начальник отдела.
С 1946 в Уфе: заместитель управляющего трестом «Башнефтезаводстрой»; с 1949 заместитель начальника, с 1951 начальник СМУ № 74 Сварочно-монтажного треста; в 1952—53 начальник Управления бензопровода Уфа — Челябинск; с 1953 начальник отдела, в 1964 — 66 и с 1968 заместитель управляющего по производству треста «Нефтепроводмонтаж»; в 1971—79 1-й заместитель начальника Главного управления по строительству БАССР.
В 1966—68 работал начальником строительства газопровода в Афганистане. Принимал участие в разработке проекта и строительстве вантового перехода газопровода Бухара—Урал через р. Амударья (1972).

## Награды
Лауреат премии СМ СССР (1972)
Награждён Трудового Красного Знамени (1964), иностранным орденом.